# 14 جمادى الآخرة
- السبت
- الأحد
- الاثنين
- الثلاثاء
- الأربعاء
- الخميس
- الجمعة

- 2830 نوفمبر 2024
- 291 ديسمبر 2024
- 12 ديسمبر 2024
- 23 ديسمبر 2024
- 34 ديسمبر 2024
- 45 ديسمبر 2024
- 56 ديسمبر 2024
- 67 ديسمبر 2024
- 78 ديسمبر 2024
- 89 ديسمبر 2024
- 910 ديسمبر 2024
- 1011 ديسمبر 2024
- 1112 ديسمبر 2024
- 1213 ديسمبر 2024
- 1314 ديسمبر 2024
- 1415 ديسمبر 2024
- 1516 ديسمبر 2024
- 1617 ديسمبر 2024
- 1718 ديسمبر 2024
- 1819 ديسمبر 2024
- 1920 ديسمبر 2024
- 2021 ديسمبر 2024
- 2122 ديسمبر 2024
- 2223 ديسمبر 2024
- 2324 ديسمبر 2024
- 2425 ديسمبر 2024
- 2526 ديسمبر 2024
- 2627 ديسمبر 2024
- 2728 ديسمبر 2024
- 2829 ديسمبر 2024
- 2930 ديسمبر 2024
- 3031 ديسمبر 2024
- 11 يناير 2025
- 22 يناير 2025
- 33 يناير 2025

14 جُمادى الآخرة أو 14 جُمادی‌ الثانية أو يوم 14 \ 6 (اليوم الرابع عشر من الشهر السادس) هو اليوم الثاني والستون بعد المائة (162) من أيَّام السنة (أو الثالث والستون بعد المائة لو كان شهر ربيع الآخر مُتممًا لليوم الثلاثين أو الرابع والستون بعد المائة لو أتم كلاً من صفر وربيع الآخر ثلاثين يوماً) وفق التقويم الهجري القمري (العربي). يبقى بعده 192 أو 193 يومًا لانتهاء السنة.

## أحداث
- 83هـ - وقوع معركة دير الجماجم بين الحجاج بن يوسف الثقفي وعبد الرحمن بن الأشعث الذي خرج على الخلافة الأموية، وأعلن الحرب عليها، واستمرت المعركة مائة يوم حتى انتهت بانتصار عظيم للحجاج والقضاء على الفتنة، وإعادة الاستقرار للخلافة الأموية.
- 193هـ - تولي محمد الأمين الخلافة خلفا لأبيه هارون الرشيد.
- 1088هـ - القائد العثماني «شيطان إبراهيم باشا» يرفع الحصار عن قلعة «جهرين» في أوكرانيا؛ بسبب المقاومة الكبيرة التي أبداها 60 ألف جندي روسي وأوكراني.
- 1152هـ - الدولة العثمانية توقع معاهدة بلغراد مع كل من الإمبراطورية الرومانية المقدسة والإمبراطورية الروسية، وتعهد فيها الألمان بتسليم بلغراد للدولة العثمانية بعد احتلال دام 22 سنة، وتعهدت روسيا بهدم قلعة آزاق وتسليم أرضها للعثمانيين، وبألاّ تبحر أية سفينة روسية في البحر الأسود.
- 1382هـ - أمير دولة الكويت الشيخ عبد الله السالم الصباح يصادق على الدستور، لتكون الكويت بذلك أول دولة خليجية لديها دستور مكتوب.
- 1427هـ -
  - اغتيال زعيم المجاهدين الشيشان شامل باساييف على يد المخابرات الروسية.
  - اللاعب الفرنسي زين الدين زيدان يتلقى جائزة الكرة الذهبية لكأس العالم لكرة القدم في آخر منافسة له في مشواره الاحترافي.
- 1430هـ -
  - إجراء انتخابات مجلس النواب اللبناني وسط إقبال كثيف وغير مسبوق، وأجريت الانتخابات حسب قانون الانتخاب لعام 1960 ويأتي ذلك استكمالًا لاتفاق الدوحة الذي وقع قبل عام.
  - السعودية والكويت وقطر والبحرين يوقعون في الرياض على اتفاقية إقامة الوحدة النقدية الخليجية الموحدة التي تضمهم، وقد كانت الإمارات قد إنسحبت احتجاجا على اختيار الرياض مقرًا للبنك المركزي الخليجي، بينما لم تدخلها سلطنة عمان منذ البداية.
- 1431هـ - وقوع تفجيرات وإطلاق نار في مسجدين تابعان للجماعة الأحمدية في مدينة لاهور بباكستان تسفر عن مقتل 87 شخصًا، وحركة طالبان باكستان تتبنى الهجوم.
- 1434هـ -
  - انهيار مبنى تجاري قرب بلدة من العاصمة دكا في بنغلاديش تؤدي إلى مقتل 1129 شخص وجرح حوالي 2500 شخص.
  - انهيار مئذنة جامع حلب الكبير بسبب تعرضها لقصف مدفعي خلال اشتباك بالأسلحة الثقيلة بين قوات الجيش السوري والمعارضة خلال أحداث معركة حلب وضرر كبير يلحق بالمسجد نفسه.
- 1443هـ - زلزال بقوة 5.3 يضرب أفغانستان، ويؤدي إلى مقتل 28 وإصابة 40 شخصًا، إضافة إلى انهيار العديد من المنازل.
- 1444هـ - انطلاق النسخة الخامسة والعشرين من بطولة كأس الخليج العربي لكرة القدم في مدينة البصرة جنوب العراق.

## مواليد
- 1296هـ - أسد رستم، مؤرخ لبناني.
- 1344هـ - رجاء يوسف، ممثلة مصرية.
- 1358هـ - سعيد صالح، ممثل مصري.
- 1378هـ - ديمي منت آبا، مغنية موريتانية.
- 1386هـ - بوجار نيشاني، رئيس جمهورية ألبانيا.
- 1390هـ - سيف علي خان، ممثل هندي.
- 1392هـ - كارول سماحة، مغنية لبنانية.

## وفيات
- 505هـ - أبو حامد الغزالي، عالِم وفقيه ومتصوف إسلامي.
- 655 هـ - ابن باطيش، عالم مسلم وفقيه وكاتب ومدرس عراقي.
- 1080 هـ - منجك باشا، شاعر سوري
- 1376هـ - علي الكسار، ممثل مصري.
- 1394هـ - محمد أمين طاهر الحسيني، مفتي القدس وفلسطين وأحد أبرز قادة الجهاد فيها.
- 1413هـ - يحيى حقي، كاتب روائي مصري.
- 1427هـ - شامل باساييف، زعيم المجاهدين الشيشان.

## وصلات خارجية
- موقع قصة الإسلام: حدث في شهر جُمادى الآخرة.